# Donald Carcieri
 (avril 2009).
Si vous disposez d'ouvrages ou d'articles de référence ou si vous connaissez des sites web de qualité traitant du thème abordé ici, merci de compléter l'article en donnant les références utiles à sa vérifiabilité et en les liant à la section « Notes et références ».
Donald L. Carcieri dit Don Carcieri, né le 16 décembre 1942 à New York, est un homme politique américain, membre du Parti républicain et 73e gouverneur de l'État de Rhode Island du 7 janvier 2003 au 4 janvier 2011 .

## Biographie

### Enfance et études
Donald Carcieri sortit diplômé en relations internationales en 1965.

### Carrière dans le secteur privé
C'est au sein des institutions bancaires que Carcieri commença sa carrière professionnelle, notamment à la Old Stone Bank, dont il devint en dix ans le vice-président exécutif. Il fut en outre à la tête, en Jamaïque, d'une organisation humanitaire catholique. Il prit ensuite la direction d'une filiale de Cookson America. 

### Carrière politique
Donald Carcieri fut élu gouverneur en novembre 2002, après avoir obtenu 55 % des voix contre 45 % à Myrth York, son opposante démocrate. Il succède ainsi au républicain Lincoln Almond en janvier 2003.
Gouverneur, il procéda à une réforme de la gestion des dépenses de l'état dans l'optique d'une meilleure efficience des services. Il procéda également à une réforme fiscale de réduction générale des impôts.
En décembre 2005, il était le vingt-sixième gouverneur le plus populaire du pays avec un taux d'approbation de 56 % (Sondage SurveyUSA portant sur 600 résidents de chaque État réalisé du 9 au 11 décembre 2005. Marge d'erreur de 4 %). En novembre 2006, il est réélu de justesse avec 51 % des suffrages contre 49 % au démocrate Charles Fogharty dans un contexte national et local très défavorable aux républicains.

## Vie privée
Don Carcieri est père de quatre enfants et grand-père de treize petits enfants. 